# Bazaiges
Bazaiges – miejscowość i gmina we Francji, w Regionie Centralnym, w departamencie Indre.
Według danych na rok 1990 gminę zamieszkiwały 244 osoby, a gęstość zaludnienia wynosiła 13 osób/km² (wśród 1842 gmin Regionu Centralnego Bazaiges plasuje się na 896. miejscu pod względem liczby ludności, natomiast pod względem powierzchni na miejscu 705.).
Przez miejscowość przepływa rzeka Abloux.